# Judith Collins
Judith Anne Collins, née le 24 février 1959 à Hamilton, est une femme politique néo-zélandaise, cheffe de l'opposition officielle et cheffe du parti national de Nouvelle-Zélande de 2020 à 2021. Dans l'histoire du parti national, elle est la deuxième femme à le mener, après Jenny Shipley. Collins est membre du Parlement (MP) pour la circonstription de Papakura (en), dans la banlieue sud d'Auckland, depuis 2008. Elle a auparavant été MP pour la circonstription de Clevedon (en), de 2002 à 2008. Elle a été ministre au sein des gouvernements menés par John Key et Bill English.
Née à Hamilton, Collins a étudié à l'université de Matamata (en), l'université de Canterbury et l'université d'Auckland. Avant son arrivée en politique, Collins a travaillé en tant qu'avocate d'affaires et était présidente du barreau du district d'Auckland (en) et vice-présidente du barreau de Nouvelle-Zélande (en). Elle a été avocate au sein de quatre cabinets différents de 1981 à 1990, avant d'exercer de manière indépendante. Elle a été directrice de Housing New Zealand (en) (Nouvelle-Zélande Logement) de 1999 à 2001 et a été conseillère spéciale de 2000 à 2002 pour MinterEllison (en) avant d'intégrer le parlement néo-zélandais à l'occasion des élections législatives de 2002.
Le Parti national accède au gouvernement à la suite des élections législatives de 2008 et Collins est nommée au sein du cabinet par le nouveau premier ministre, John Key. Elle est alors la femme la plus haut gradée, le cinquième le plus gradé du cabinet. Elle est ministre de la Police (en) et ministre des corrections (en) de 2008 à 2011, puis de 2015 à 2016. Après les élections de 2011, elle devient ministre de la Justice (en) et ministre de l'ACC, société d'indemnisation en cas d'accident. Collins démissionne en 2014 après la fuite d'échanges de mails suggérant que, lorsqu'elle était ministre de la Police, elle avait sapé l'autorité le directeur du directeur du Serious Fraud Office (en), le bureau de la répression des fraudes graves. Elle a par la suite été blanchie de toute faute en lien avec cet incident et a réintégré le cabinet en 2015. Sous la direction du premier ministre Bill English, Collins est ministre au revenu et ministre de l'énergie et des ressources, de 2016 à 2017.
Le Parti national quitte le gouvernement à la suite des élections de 2017, Collins occupe plusieurs fonctions au sein du cabinet fantôme. Le 14 juillet 2020, au cours du caucus parlementaire du parti, Collins est élue cheffe de file du Parti national et succède à Todd Muller (en), devenant cheffe de l'opposition officielle. Elle mène le parti pendant la campagne pour les élections de 2020. Au cours de celles-ci, le Parti national perd 23 sièges et obtient son deuxième pire résultat historique.

## Études et vie privée
Collins naît à Hamilton. Ses parents, Percy et Jessie Collins, sont producteurs laitiers, originaires de Walton dans le Waikato, dont elle est la cadette des six enfants. Elle étudie à l'école primaire de Walton puis à l'université de Matamata (en). De 1977 à 1978, Collins étudie à l'université de Canterbury. En 1979, elle poursuit ses études à l'université d'Auckland et obtient un baccalauréat universitaire en droit puis une maîtrise en droit, avec mention, et enfin une seconde maîtrise en études fiscales (MTaxS). Pendant ses études universitaires, elle rencontre également son futur mari, sino-samoan, David Wong-Tung. Il était alors officier de police et a immigré enfant depuis Samoa. Ils ont un fils. Collins se décrit comme une anglicane libérale.
Depuis l'enfance, Collins était soutien du parti travailliste, mais en 2002, cela faisait trois ans qu'elle avait adhéré au Parti national. Elle a été membre de Zonta International et de Rotary International.

## Carrière professionnelle
Après son départ de l'université, Collins commence sa carrière d'avocate, se spécialisant dans l'emploi, la propriété, le droit commercial et le droit fiscal. De 1981, elle travaille au sein de quatre cabinets différents avant de créer le sien, le Judith Collins & Associates, qu'elle dirige de 1990 à 2000. Les deux dernières années avant son élection au Parlement, elle travaille en tant que conseillère spéciale pour MinterEllison (en).
Collins était aussi active au sein des associations juridiques, présidant de 1998 à 1999 le barreau du district d'Auckland (en) puis en étant vice-présidente du barreau de Nouvelle-Zélande (en) de 1999 à 2000.

## Carrière de députée (2002-2008)
Collins est élue en 2002 en tant que députée du Parti national pour Clevedon. Même s'il s'agit techniquement d'une nouvelle circonscription, Clevedon reprend en grande partie la composition de l'ancienne circonscription de Hunua, jusqu'alors représentée par Warren Kyd (en).
Au Parlement, Collins devient porte-parole adjointe du Parti national à la Santé et porte-parole aux affaires intérieures. En 2003, elle change de portefeuille, devenant porte-parole adjointe à la justice et porte-parole au tourisme. Elle a été globalement bien perçue à ce poste et quand Katherine Rich (en) refuse d'apporter son soutien plein et entier au discours d'Orewa (en) donné par le chef de file d'alors, Don Brash (en), Rich est démise de ses fonctions en février 2005 et c'est Collins qui la remplace en tant que porte-parole du Parti national à la protection sociale. Collins est ensuite porte-parole à la Famille et aux affaires des îles du Pacifique.
En 2003, alors encore dans l'opposition, Collins milite pour le lancement d'une enquête pour savoir si les troupes néo-zélandaises ont été exposées à l'agent orange pendant la guerre du Viêt Nam et si cela était prouvé, quels effets cela a eus. Malgré de précédentes enquêtes ayant abouti à une conclusion opposée, le comité d'enquête a estimé que les troupes avaient été exposées à des agents chimiques défoliants pendant le temps de leur service au Vietnam, et ont ainsi évolué dans un environnement toxique. Cela a conduit le gouvernement travailliste d'alors à s'excuser publiquement auprès des vétérans et à l'établissement d'un Mémorandum d'entente pour soutenir les vétérans. En 2004, le Ex-Vietnam Services Association Pin (Pin de l'Association des Vétérans du Vietnam en français) est remis à Collins pour avoir fait campagne pour le lancement de l'enquête.
La terre d'élection de Collins, la circonscription de Clevedon, disparaît après le redécoupage opéré pour les élections de 2008. Elle annonce d'abord demander la nomination du Parti national pour être candidate dans la circonscription de Howick, qui comprend la partie urbaine de son ancienne circonscription de Clevedon. Toutefois, à la suite d'objections soulevées auprès de la Commission électorale à propos d'un projet de modification des limites qui verrait un remodelage important de la circonscription voisine de Pakuranga, la circonscription Howick en projet est redessinée et renommée Botany. Collins demande et obtient ensuite la candidature pour la circonscription de Papakura - qui comprend l'autre moitié de son ancienne circonscription de Clevedon - et cela permet à sa collègue députée du Parti national, Pansy Wong, de demander la candidature pour le siège de Botany. Collins l'emporte à Papakura avec une avance de plus de 10 000 voix.

## Cinquième gouvernement national (2008-2017)
À la suite des élections de 2008, le Parti national forme un gouvernement, et Collins l'intègre avec en charge la Police, les Corrections et les Vétérans. Début 2009, elle est créée ministre responsable du bureau de la répression des fautes graves, le Serious Fraud Office en anglais.
Après les élections de 2011, elle est nommée Ministre de la Justice, ministre de l'ACC, l'entreprise de compensation des accidents, et ministre des Affaires ethniques. Cinquième dans l'ordre protocolaire du gouvernement, elle est alors la femme la plus haut placée.

### Ministre des corrections
En 2009, Collins a remis en question la direction qu'exerçait le chef exécutif du Département des Corrections, Barry Matthews, puis a refusé de lui exprimer sa confiance, la raison se trouvant dans une accumulation de publicité négative à son endroit. Cependant, après une enquête dirigée par le commissaire des Services de l'état Iain Rennie (en), Matthews conserve son poste puisque les Corrections avaient fait des efforts pour s'améliorer et avaient également prévenu le gouvernement d'alors et le précédent que le sous-financement mettait en péril la sécurité publique.
Collins a développé les programmes de travail en milieu carcéral, et accroît le financement des programmes de désintoxification à l'alcool et aux drogues. Les Corrections ont ainsi construit trois nouvelles unités de déintoxification et ont introduit des programmes plus courts pour les prisonniers ayant les peines les plus courtes. Collins a supervisé l'achèvement de la construction d'une nouvelle prison dans le quartier de Mount Eden à Auckland, et a établi le contrat de gestion privée de la prison, allouée à l'entreprise britannique Serco Group, sur recommandation du Département des Corrections. Il s'agit alors de la première prison, depuis 2005, à être gérée par un prestataire du secteur privé.
En juin 2010, Collins annonce qu'à compter du 1er juillet 2011, fumer du tabac et posséder un briquet serait interdit en prison, pour réduire les risques pour la santé des gardiens et des prisonniers que le feu et la fumée de cigarette pourraient causer. Ce projet de loi d'interdiction a été ensuite contesté en justice à deux reprises et ces deux contestations ont été retenues, établissant que ce projet était illégal et les interdictions n'ont pas été mises en place,.

### Ministre de la Police
À la suite d'un essai des tasers par la police en 2006-2007, Collins a soutenu leur introduction par le Commissaire de la Police Néo-Zélandaise de l'époque, Howard Broad (en). Elle annonce qu'au sein du budget de 2009, 10 millions de dollars néo-zélandais seront alloués au déploiement national du taser dans tous les districts de police, et a depuis plaidé pour que la police dispose d'une plus grande marge de manœuvre pour décider quand elle peut s'équiper de tasers. Elle a également soutenu un accès facilité aux armes à feu pour les agents de police de terrain, en équipant notamment les véhicules sur le terrain d'un boîtier verrouillé contenant des armes, mais n'est pas favorable à l'armement systématique à plein temps des agents de police.
Pendant ses premières années au parlement, Collins était connue pour son discours musclé et a été surnommée, en 2009, Crusher Collins (Collins la destructrice), quand elle a proposé de légiférer afin de détruire les voitures de chauffards récidivistes. Collins s'est alors décrite comme la ministre ayant ramené sur le devant de la scène la dissuasion,.

### Ministre de la Justice
En 2012, Collins ralentit la réduction des dépenses allouées à l'aide juridique commencées par son prédécesseur, Simon Power (en). Elle réduit les charges pour les affaires civiles et familiales, retarde la période avant que les intérêts ne soient facturés sur une dette d'aide juridique due et dépose une proposition pour rendre plus difficile l'accès à l'aide juridique pour des crimes moins graves tels que le vol, l'agression ou une conduite dangereuse. Elle conserve, en revanche, l'aide juridique pour les affaires pénales et sa rotation pour les avocats dans toutes les affaires, sauf les plus graves, ce qui a suscité les critiques de certains avocats.
Après une enquête de deux ans, la Commission des lois a produit un rapport pour le gouvernement avec 153 recommandations pour réformer les lois sur l'alcool en Nouvelle-Zélande. Bien que certains changements législatifs aient été adoptés en décembre 2012, l'opposition et les lobbyistes du secteur de la santé ont déclaré que les conseils fondés sur des preuves de la Commission n'ont pas été pris en compte par Collins et son prédécesseur Simon Power, avec pour résultat que la législation finale "était une pâle copie du rapport historique de la Commission des lois sur lequel elle était basée". À titre d'exemple, Collins avait initialement annoncé en mai 2012 l'interdiction des boissons prêtes à boire (RTD (en)) contenant 6 % d'alcool ou plus dans les débits de boissons. Cependant, face aux critiques de l'industrie des boissons alcoolisées, elle est revenue sur cette interdiction, et trois mois plus tard, elle a annoncé que l'industrie développerait son propre code sur la base du volontariat "pour limiter les dommages causés aux jeunes par les RTD". La Commission a également recommandé une augmentation de 50 % des taxes sur l'alcool (ce qui a été immédiatement rejeté par le gouvernement) et une augmentation de l'âge d'achat, qui a également été rejetée après un vote de conscience en septembre 2012. Collins a elle-même voté en faveur du relèvement de l'âge d'achat. Dans l'ensemble, Collins a déclaré que "les réformes ont trouvé un équilibre raisonnable en réduisant les graves dommages causés par l'alcool sans pénaliser les personnes qui buvaient de manière responsable". Le parti travailliste et le professeur Doug Sellman d'Alcohol Action ont déclaré que les changements étaient faibles et ne feraient pas grand-chose pour réduire les dommages causés par le phénomène du binge drinking. Sellman a déclaré : " Elle s'appelle la loi de réforme de l'alcool mais elle ne contient aucune réforme".
En décembre 2012, Collins a révélé qu'elle avait des doutes sur la solidité d'un rapport rédigé par Ian Binnie, juge retraité de la Cour suprême du Canada, qui recommandait que David Bain (en) reçoive une indemnisation pour les 13 années qu'il a passées en prison avant d'être acquitté lors d'un nouveau procès en 2009. Le rapport avait été présenté à Collins le 31 août 2012, mais le différend n'a été rendu public qu'après que Binnie a menacé de publier le rapport de sa propre initiative. Collins avait fourni une copie du rapport à la police et à l'avocat général (en) et avait ordonné un examen par un collègue, l'ancien juge de la Haute Cour de Nouvelle-Zélande Robert Fisher, envoyant une "liste de 34 points remettant en cause l'affaire" avec sa lettre d'instruction. Elle n'a pas fourni de copie du rapport de Binnie à l'équipe juridique de Bain. Ce fait, combiné aux circonstances entourant l'examen par les pairs de Fisher, a conduit l'équipe de Bain et le juge Binnie à accuser Collins de ne pas avoir suivi un "processus impartial". Collins a par la suite rendu les rapports publics. Un mois plus tard, M. Bain a déposé une plainte devant la Haute Cour pour demander une révision des actions de Collins. La plainte alléguait que Collins avait enfreint la justice ordinaire et la loi sur la Charte des droits dans le traitement qu'elle lui avait réservé et qu'elle avait "agi de mauvaise foi, abusé de son pouvoir et agi de manière partiale, déraisonnable et préméditée".

### Ministre de l'ACC
En août 2011, une importante faille dans la protection de la vie privée s'est produite au sein de l'Accident Compensation Corporation (en) (ACC) à la suite de la divulgation accidentelle des coordonnées de 6700 bénéficiaires à Bronwyn Pullar, un prestataire. À la suite de cette fuite, Collins a souhaité un changement de philosophie au sein de l'ACC afin de faire de la "protection de la vie privée et de la sécurité des informations" une priorité. Dans le cadre de ces changements, le président du conseil d'administration, John Judge, n'a pas vu son mandat renouvelé, et le directeur général, Ralph Stewart, démissionne le lendemain. En mai 2012, Collins a poursuivi les députés travaillistes Trevor Mallard (en) et Andrew Little pour diffamation à la suite de commentaires qu'ils ont faits sur Radio New Zealand la liant à la fuite d'un e-mail de Michelle Boag (en) concernant l'affaire Pullar. L'affaire a été réglée après une audience à la Haute Cour en novembre 2012.

### Controverses
En mars 2014, Collins a été accusée de conflit d'intérêts après un voyage à l'étranger au cours duquel elle s'est "attardée" et a approuvé le lait produit par Oravida - une entreprise néo-zélandaise qui exporte vers la Chine - dont son mari est directeur. Après avoir été admonestée par le Premier ministre, Collins s'est excusée et a déclaré qu'elle et un cadre chinois étaient des "amis personnels très proches",,. Au cours des semaines suivantes, le parti travailliste a continué à demander qui était ce responsable chinois. Collins n'a pas fourni son nom, ce que le président de la Chambre des représentants, David Carter (en), a qualifié de "très insatisfaisant". Le Premier ministre John Key a déclaré publiquement que Judith Collins recevait son dernier avertissement à la suite de cet incident.
En août 2014, le livre Dirty Politics (en), écrit par Nicky Hager (en), a révélé que Collins était amie avec le blogueur de droite Cameron Slater (en) et lui avait transmis des informations privées sur Simon Pleasants, un fonctionnaire des Affaires intérieures. Collins pensait que Pleasants avait divulgué des informations sur l'utilisation abusive par le vice-premier ministre Bill English de ses indemnités de logement. Slater a publié le nom et les coordonnées de M. Pleasant sur son blog, ainsi que les insultes et les menaces de mort qui ont ensuite été adressées à M. Pleasants. Un sondage 3News-Reid Research réalisé à l'époque a révélé que 63% des électeurs pensaient que le Premier ministre John Key aurait dû démettre Collins de ses fonctions à la suite de cet incident. Key a déclaré que Collins avait été "imprudente" et qu'elle avait reçu son deuxième dernier avertissement.
Winston Peters, chef de Nouvelle-Zélande d'abord, affirme avoir été approché pour conclure un accord électoral postérieur à l'élection de 2014 avec le parti National avec Collins pour cheffe. Peters déclare en outre être prêt à faire une déclaration sous serment sur le sujet. Collins nie cette déclaration. Le 29 août 2014, Key appuie Collins en déclarant : "Je crois Judith sur parole à 100 %".
Le 30 août 2014, Collins démissionne du cabinet après une fuite d'un autre mail écrit par Slater en 2011, qui suggère qu'elle aurait également essayé de discréditer un autre fonctionnaire, Adam Feeley. Feeley est alors directeur du Serious Fraud Office (SFO), le Bureau des Fraudes graves, et Collins, ministre responsable du SFO. Collins motive sa démission en affirmant croire que les attaques à son encontre devenaient une distraction pour le Parti National, moins d'un mois avant les élections législatives. Elle demande une enquête afin que son nom soit lavé de tout soupçon.
Après les élections de 2014, John Key retire Collins du "tableau d'honneur", le temps de l'enquête sur son rôle vis-à-vis d'Adam Feeley. Cela l'a rendue inéligible pour prétendre utiliser le titre "L'honorable". Collins exprime sa surprise après avoir appris la nouvelle par les médias, et Key admet que cette décision aurait dû lui être expliquée. Le 25 novembre 2014, le rapport Chisholm est rendu public, innocentant Collins des allégations sur ses agissements avec l'ancien directeur du SFO, Adam Feeley. Le 4 décembre suivant, Collins est donc autorisée à reprendre le titre de "L'honorable" à vie.
Le 7 décembre 2015, Key annonce le retour de Collins au cabinet, pour retrouver ses anciennes attributions des corrections et de la Police. Elle prête serment le 14 décembre.

### Campagne pour la direction du Parti national (2016)
Le 5 décembre 2016, John Key annonce sa démission de la tête du Parti National. Le lendemain, Collins annonce son intention de se présenter à sa succession, qui implique aussi la prise de fonction en tant que premier ministre. Les deux autres candidats sont Bill English et Jonathan Coleman (en). Le 8 décembre, Collins et Coleman retirent tous deux leur candidature, permettant à English d'être désigné sans opposition.
Le 20 décembre 2016, elle prête serment pour intégrer le nouveau cabinet de Bill English, avec de nouveaux portefeuilles. Elle baisse en termes de rang au sein du cabinet, mais devient Ministre du Revenu, ministre de l'Énergie et ministre des communautés ethniques. Les attributions des corrections et de la police sont remises à Louise Upston (en) et Paula Bennett, respectivement.

## Opposition (depuis 2017)

### Campagne pour la direction du Parti national (2018)
Bill English annonce sa démission de la tête du Parti national le 13 février 2018. Le jour suivant, Collins annonce la première son intention de le remplacer. Deux autres candidats se déclarent à sa suite, Amy Adams (en) et Simon Bridges. Elle cite le besoin d'une "direction forte et déterminée". Collins est soutenue par l'ancien leader du parti, Don Brash (en), et les commentateurs politiques Duncan Garner, Mike Hosking, Cameron Slater, et Chris Trotter. Hosking lui retire son soutien à l'annonce de la candidature de Steven Joyce. Bridges est élu à cette occasion.
Fin mai 2018, Collins, en sa capacité de porte-parole de l'opposition sur les Transports, soulève le fait que le ministre des Transports, Phil Twyford (en), a passé un appel non autorisé alors que l'avion dans lequel il se trouvait avait décollé, ce qui constitue une violation des lois nationales sur l'aviation civile. En réaction, Twyford propose sa démission du ministère des Transports. La première ministre, Jacinda Ardern, lui retire le portefeuille de l'aviation civile mais le conserve en tant que ministre des Transports,,.

### Campagne pour la direction du Parti national (2020)
Le 14 juillet 2020, Collins est élue cheffe du Parti national au cours d'une élection provoquée par la démission abrupte de Todd Muller plus tôt dans la journée. Gerry Brownlee (en) est également alors élu chef adjoint du parti,.
Elle devient alors la deuxième femme dans l'histoire du Parti national à le diriger.
Collins est critiquée pendant sa campagne pour ne pas être en phase avec les problèmes rencontrés par les citoyens néo-zélandais ordinaires après avoir sérieusement mésestimé le prix d'un morceau de fromage, lorsque la question lui est posée en interview.

### Cheffe de l'Opposition officielle
Collins mène le parti lors des élections législatives de 2020. Celui-ci fait alors clairement figure d'outsider alors que les sondages suggèrent d'importants transferts de voix en faveur du parti travailliste, en lien avec sa gestion de la pandémie de Covid-19, jugée favorablement dans l'opinion. Bien que plus populaire que ses prédécesseurs à la tête du Parti National, Todd Muller et Simon Bridges, Collins est largement distancée par Jacinda Ardern, dans les sondages concernant le poste de Premier ministre.
Les élections de 2020 voient en effet une victoire écrasante des travaillistes. Le parti travailliste obtient 65 sièges, assez pour former seul un gouvernement majoritaire. Dans le même temps, Collins mène le Parti National à une cinglante défaite, souffrant d'une baisse de 18,9 points, perdant 23 sièges pour n'en garder que 33. Il s'agit de la deuxième pire défaite électorale dans l'histoire du Parti national, seulement dépassée par le désastre électoral de 2002, lorsque le parti n'avait emporté que 27 sièges. L'élection voit même le chef adjoint du parti, Gerry Brownlee, perdre son siège de Ilam (en), pourtant considéré comme solidement ancré au parti National.
Alors que l'issue du vote ne faisait plus de doute, Collins se présente au bord des larmes, le soir de l'élection, pour annoncer qu'elle avait appelé Ardern pour reconnaître sa défaite, mais promet que son parti rebondirait pour obtenir un meilleur résultat à la prochaine élection. Malgré ces revers électoraux, Collins conserve largement son siège de Papakura, avec plus de 5 000 voix d'avance.
Début février 2021, Collins confirme que le parti National présenterait des candidats pour les sièges maoris, allant à l'encontre de la politique du parti de ne pas participer aux élections pour ces sièges. En tant que cheffe de l'opposition, Collins s'oppose aux mesures politiques qu'elle qualifie de "séparatisme raciste" envers la communauté maorie, dont les politiques d'action fondées sur la race et la création d'autorités de gouvernance distinctes maories dont l'autorité de santé maorie et la création de circonscriptions maories dans les gouvernements locaux. Ces prises de position de Collins lui attirent des accusations de racisme de la part du parti māori, ce à quoi Collins s'oppose,,.
Mi-juin 2021, Collins soutient le gouvernement travailliste lorsque celui-ci s'excuse pour les Dawn Raids, les "Raids de l'Aube", ayant eu lieu dans les années 1970 et 1980, qui ont disproportionnellement visé les communautés pasifika. Elle déclare que "cet acte historique contre nos communautés pasifika a causé une angoisse qui a résonné au cours des décennies et il est juste que nous le reconnaissions."
Début septembre 2021, Collins attire la controverse lorsqu'elle décrit l'immunologiste et communicante scientifique Siouxsie Wiles, comme une "grande, grosse hypocrite" au cours d'une discussion en ligne avec un groupe de pasifikas soutiens du parti National. Ces remarques font suite à une vidéo publiée par le bloggeur de droite Cameron Slater dans laquelle on peut voir Wiles socialisant avec un ami sur une plage d'Auckland pendant un confinement de niveau 4 de la région d'Auckland provoqué par une contagion du variant Delta, en août 2021. Slater affirme alors sur son blog que Wiles et son ami enfreignent les restrictions du confinement. En réponse, Wiles affirme que son ami faisait partie du même cercle social qu'elle et qu'ils s'étaient déplacés sur 5 kilomètres en vélo depuis sa maison jusqu'à la plage,. En réaction de la critique de Wiles par Collins, le ministre de la santé Ashley Bloomsfield défend Wiles des accusations d'infraction des restrictions du confinement.

## Positionnement politique
Collins est décrite comme conservatrice,. Elle est vue comme représentant l'aile droite de son parti, et dans ses positions précédentes en tant que ministre de la Police et ministre des Corrections, elle a ait la promotion de politiques de tolérance zéro. Collins a acclamé l'ancienne première ministre britannique Margaret Thatcher,.
En 2003, Collins vote contre le projet de loi sur la mort avec dignité, visant à légaliser l'euthanasie en Nouvelle-Zélande, mais en 2020, elle vote en faveur du projet de loi sur la fin de vie, pour légaliser la fin de vie assistée.
Collins a des positionnements divers sur les questions LGBT+. En 2004, elle vote contre le Civil Union Act et le Relationships Act, projets de loi pour l'union civile et les relations, soutenant que ces votes n'étaient pas motivés par l'homophobie mais par la crainte de création d'un parallèle avec le mariage. Elle déclare devant le Parlement, "ce projet de loi est un camouflet pour les couples homosexuels, qui se voient dire qu'ils peuvent avoir une union de second ordre. Ce n'est pas assez bien." Elle vote en 2005 en faveur du projet d'amendement sur le mariage, un texte qui aurait modifié la loi sur le mariage pour le définir comme étant une union entre un homme et une femme. En 2013, toutefois, Collins vote en faveur d'un autre amendement sur le mariage, permettant cette fois le mariage des couples de même sexe en Nouvelle-Zélande.
En 2005, Collins vote en faveur du projet sur la vente d'alcool, le Sale of Liquor Act, un texte relevant l'âge minimal pour la consommation d'alcool à 20 ans. En 2012, alors qu'elle est ministre de la Justice, elle introduit le projet de loi de réforme sur l'alcool, un projet introduisant plusieurs restrictions à la vente d'alcool, comme des horaires plus restreints d'ouverture pour les bars et les débits de boissons, mais ne prévoyant pas le changement de l'âge minimal pour la consommation d'alcool.
En 2009, Collins vote contre le projet d'amendement sur l'abus de drogues, visant à autoriser la consommation de cannabis à des fins médicales. En 2020, Collins vote non au référendum néo-zélandais sur la légalisation du cannabis.
En 2011, Collins déclare qu'elle soutiendrait un changement de la loi sur l'avortement qui ferait en sorte qu'il soit illégal de réaliser un avortement sur une personne de moins de 16 ans, sans une consultation des parents. Collins avait déjà proposé d'ajouter cette disposition dans un projet de loi sur les soins aux enfants en 2004.
En 2020, Collins soutient soutient le projet de loi sur la légalisation de l'avortement, le décriminalisant.
En juin 2021, Collins défend le comité Speak Up For Women, un groupe opposé à l'auto-identification de genre qui avait été empêché d'organiser une réunion dans une bibliothèque municipale de Christchurch, en raison d'accusations de transphobie.
En août 2021, Collins appelle à un référendum sur l'utilisation croissante d'Aotearoa, le nom maori de la Nouvelle-Zélande, dans les documents et déclarations officiels. Ceci, en dépit du fait que Collins a elle-même utilisé le nom Aotearoa à plusieurs reprises lorsqu'elle était ministre au sein du cabinet.

## Résultats électoraux

### Chambre des représentants
| Élection             | Circonscription | Parti | Parti    | Voix   | %    | Résultats |
| -------------------- | --------------- | ----- | -------- | ------ | ---- | --------- |
| Législatives de 2002 | Clevedon        |       | National | 11 627 | 37,7 | Élue      |
| Législatives de 2005 | Clevedon        |       | National | 21 828 | 59,2 | Élue      |
| Législatives de 2008 | Papakura        |       | National | 18 816 | 59,7 | Élue      |
| Législatives de 2011 | Papakura        |       | National | 18 096 | 59,6 | Élue      |
| Législatives de 2014 | Papakura        |       | National | 15 588 | 46,1 | Élue      |
| Législatives de 2017 | Papakura        |       | National | 20 266 | 54,7 | Élue      |
| Législatives de 2020 | Papakura        |       | National | 19 420 | 52,5 | Élue      |

## Source
- (en) Cet article est partiellement ou en totalité issu de l’article de Wikipédia en anglais intitulé « Judith Collins » (voir la liste des auteurs).